# Бад Кьониг
Бад Кьониг (на немски: Bad König) е курортен град в Оденвалд в Хесен, Германия, с 9544 жители (2015) на 29 км югоизточно от Дармщат.
През 1900 г. в Бад Кьониг се състои годежът на нидерландската кралица Вилхелмина с херцог Хайнрих от Мекленбург.